# Gutsbezirk Plötzensee

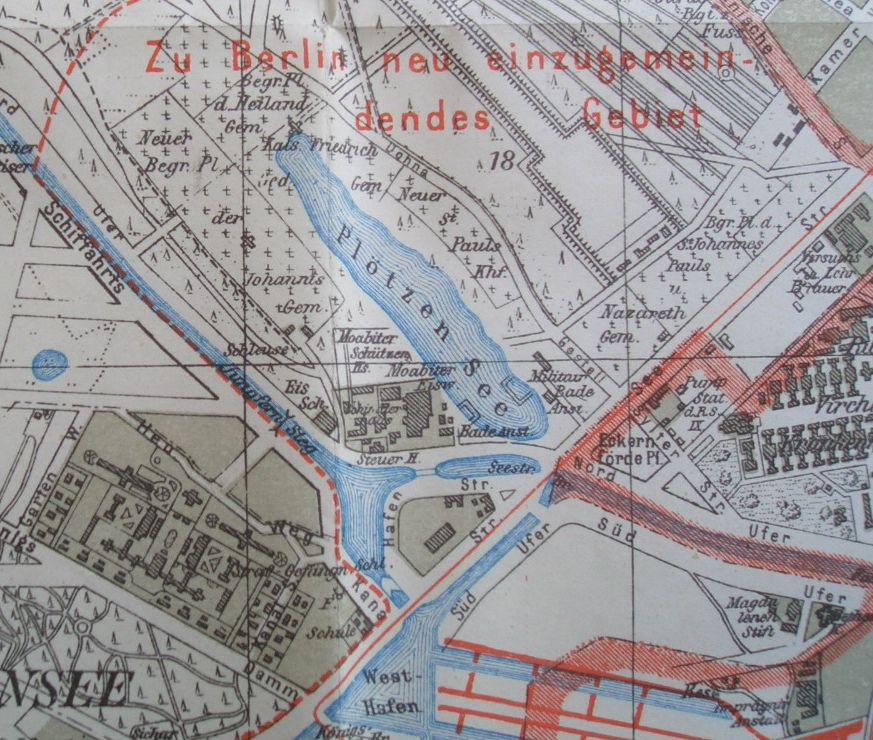
Gebiet, das 1915 nach Berlin eingemeindet wurde

Gutsbezirk nach der Eingemeindung des östlichen Teils, 1920

Der Gutsbezirk Plötzensee war von 1904 bis 1920 ein preußischer Gutsbezirk im Landkreis Niederbarnim. Gutsherr war die preußische Armee. Heute befinden sich dort die Berliner Ortslage Plötzensee im Ortsteil Charlottenburg-Nord, der Westhafen in Moabit, sowie der Plötzensee selbst, der Volkspark Rehberge und die Julius-Leber-Kaserne im Wedding. Der Gutsbezirk entstand 1904 aus dem Gutsbezirk Tegeler Forst, als dieser aufgeteilt wurde. Der Gutsbezirk Plötzensee entstand dabei aus dem südlichen Teil des Tegeler Forstes.
Der Gutsbezirk Plötzensee bestand aus dem Gebiet beiderseits des Berlin-Spandauer Schifffahrtskanals. Dazu gehörten der Plötzensee, das Gefängnis Plötzensee, die Rehberge und die Friedhöfe am Plötzensee.
Bereits 1915 kam ein Großteil des Gebietes zu Berlin an den heutigen Ortsteil Wedding. Grenze war der Schwarze Graben westlich des heutigen Volksparks Rehberge. Carl Hagenbeck plante seit 1911 die Errichtung eines Tierparks wie in Hamburg und hatte dafür das noch unbebaute Gebiet um die Rehberge auserkoren. Die Pläne Hagenbecks zerschlugen sich durch den Ersten Weltkrieg. Der Stadt Berlin ging es bei der Eingemeindung vor allem um das Gelände am südlichen Schifffahrtskanal, auf dem Berlin in den Folgejahren den Westhafen errichtete.
Der Gutsbezirk Plötzensee umfasste nach der Abtrennung im Jahr 1915 nur noch das Gebiet rund um die Strafanstalt. Der verbliebene Restteil kam durch das Groß-Berlin-Gesetz nach Berlin und wurde dem neugeschaffenen Bezirk Charlottenburg eingegliedert. Die nördlichen Teile des ehemaligen Gutsbezirks zwischen Schwarzem Graben und Kurt-Schumacher-Damm – heute unter anderem Standort der Julius-Leber-Kaserne – wechselten noch einmal 1938 vom Bezirk Charlottenburg an den Bezirk Wedding.